# 库里蒂巴努斯
库里蒂巴努斯是巴西圣卡塔琳娜州的一个市镇。总面积952.283平方公里，总人口38077人，人口密度40人/平方公里。